# Stefan Malz
Stefan Malz (ur. 15 czerwca 1972) – niemiecki piłkarz, który występował na pozycji pomocnika.
Malz jest najbardziej znany jest z gry dla Arsenalu, w którym spędził dwa lata. Nigdy jednak nie zdołał przebić się na stałe do pierwszego składu we wszystkich rozgrywkach rozegrał 8 spotkań dla klubu, w których zdobył dwa gole. Zadebiutował 12 października 1999 w spotkaniu z Preston North End rozgrywanym w ramach Carling Cup. W cały finał Pucharu UEFA w 2000 (przegranym w karnych przez Arsenal) z Galatasaray SK przesiedział na ławce rezerwowych.